# 健身游戏

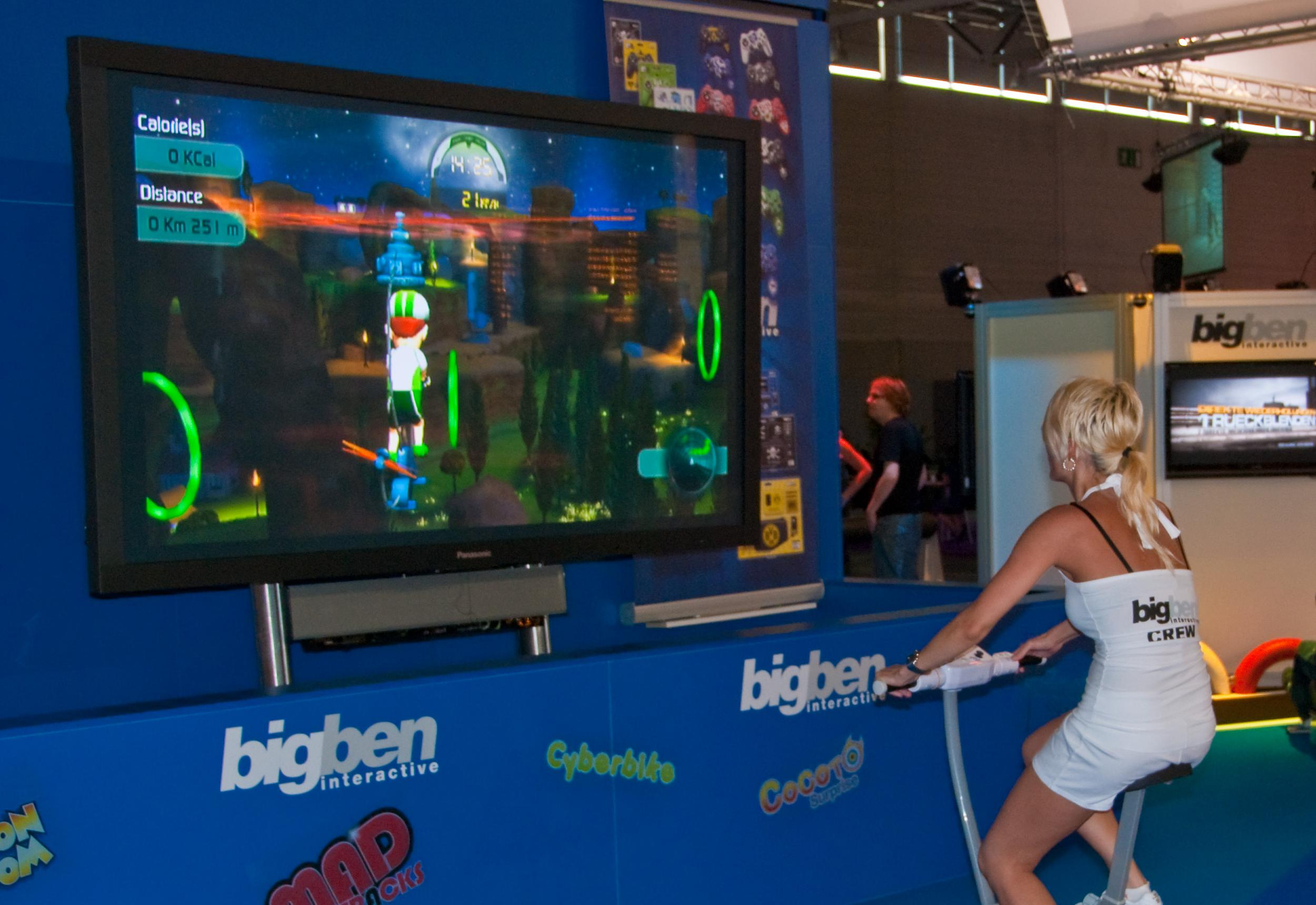
2009年德国Gamescom游戏展上，一位女士正在游玩Wii游戏Cyberbike

健身游戏（英語：fitness game）是通过身体运动和反应来游玩的一类电子游戏，具有体育锻炼功能。此类游戏颠覆了游玩电子游戏会久坐不动的刻板印象，提倡了积极健康的生活方式。